# 26682 Evanfletcher
26682 Evanfletcher este un asteroid din centura principală de asteroizi.

## Descriere
26682 Evanfletcher este un asteroid din centura principală de asteroizi. A fost descoperit pe 19 martie 2001 la Socorro, New Mexico, în cadrul proiectului LINEAR. Asteroidul prezintă o orbită caracterizată de o semiaxă mare de 2,42 ua, o excentricitate de 0,18 și o înclinație de 3,1° în raport cu ecliptica.